# Laksholmen
Ne doit pas être confondu avec Ytre Laksholmen, Laksholmen (Bergen) ou Laksholmen (Bjørnafjorden).
Laksholmen est une île norvégienne du comté de Hordaland appartenant administrativement à Hauglandshella.

## Description
Rocheuse et désertique, elle s'étend sur environ 117 m de longueur pour une largeur approximative de 76 m.